# Joselu
José Luis Mato Sanmartín (sinh ngày 27 tháng 3 năm 1990), được biết đến với tên Joselu, là một cầu thủ bóng đá chuyên nghiệp người Tây Ban Nha hiện đang thi đấu ở vị trí tiền đạo cắm cho câu lạc bộ Al Gharafa tại Qatar Stars League và đội tuyển quốc gia Tây Ban Nha.
Joselu bắt đầu sự nghiệp của mình với Celta de Vigo trước khi được Real Madrid mua vào mùa hè năm 2009. Anh ấy là một tay săn bàn cừ khôi cho đội B của họ, ghi 40 bàn sau 72 lần ra sân nhưng anh ấy không thể lọt vào đội một và bị bán đến Bundesliga bên 1899 Hoffenheim vào tháng 8 năm 2012, được cho Eintracht Frankfurt mượn trong 2013–14.  Joselu gia nhập Hannover 96 vào tháng 6 năm 2014, sau đó là đội bóng ở Premier League, Stoke City một năm sau đó với mức phí 5,75 triệu bảng.  Năm 2017, anh chuyển đến Newcastle United với giá 5 triệu bảng Anh, nơi anh trải qua hai mùa giải, trước khi chuyển đến Alavés với mức phí không được tiết lộ.

## Thống kê sự nghiệp

### Câu lạc bộ
Tính đến ngày 25 tháng 5 năm 2025
| Câu lạc bộ                 | Mùa giải            | Giải đấu            | Giải đấu | Giải đấu | Cúp quốc gia | Cúp quốc gia | Cúp liên đoàn | Cúp liên đoàn | Châu lục | Châu lục | Khác | Khác | Tổng cộng | Tổng cộng |
| Câu lạc bộ                 | Mùa giải            | Hạng đấu            | Trận     | Bàn      | Trận         | Bàn          | Trận          | Bàn           | Trận     | Bàn      | Trận | Bàn  | Trận      | Bàn       |
| -------------------------- | ------------------- | ------------------- | -------- | -------- | ------------ | ------------ | ------------- | ------------- | -------- | -------- | ---- | ---- | --------- | --------- |
| Celta Vigo B               | 2008–09             | Segunda División B  | 21       | 3        | —            | —            | —             | —             | —        | —        | —    | —    | 21        | 3         |
| Celta Vigo                 | 2008–09             | Segunda División    | 2        | 0        | 0            | 0            | —             | —             | —        | —        | —    | —    | 2         | 0         |
| Celta Vigo (mượn)          | 2009–10             | Segunda División    | 24       | 4        | 4            | 0            | —             | —             | —        | —        | —    | —    | 28        | 4         |
| Celta Vigo (mượn)          | Tổng cộng           | Tổng cộng           | 26       | 4        | 4            | 0            | —             | —             | —        | —        | —    | —    | 30        | 4         |
| Real Madrid B              | 2010–11             | Segunda División B  | 34       | 14       | —            | —            | —             | —             | —        | —        | 2    | 0    | 36        | 14        |
| Real Madrid B              | 2011–12             | Segunda División B  | 33       | 19       | —            | —            | —             | —             | —        | —        | 4    | 7    | 37        | 26        |
| Real Madrid B              | Tổng cộng           | Tổng cộng           | 67       | 33       | —            | —            | —             | —             | —        | —        | 6    | 7    | 73        | 40        |
| Real Madrid                | 2010–11             | La Liga             | 1        | 1        | 0            | 0            | —             | —             | 0        | 0        | —    | —    | 1         | 1         |
| Real Madrid                | 2011–12             | La Liga             | 0        | 0        | 1            | 1            | —             | —             | 0        | 0        | —    | —    | 1         | 1         |
| Real Madrid                | Tổng cộng           | Tổng cộng           | 1        | 1        | 1            | 1            | —             | —             | 0        | 0        | —    | —    | 2         | 2         |
| 1899 Hoffenheim            | 2012–13             | Bundesliga          | 25       | 5        | 0            | 0            | —             | —             | —        | —        | —    | —    | 25        | 5         |
| Eintracht Frankfurt (mượn) | 2013–14             | Bundesliga          | 24       | 9        | 2            | 4            | —             | —             | 7        | 1        | —    | —    | 33        | 14        |
| Hannover 96                | 2014–15             | Bundesliga          | 30       | 8        | 2            | 2            | —             | —             | 0        | 0        | —    | —    | 32        | 10        |
| Stoke City                 | 2015–16             | Premier League      | 22       | 4        | 2            | 0            | 3             | 0             | —        | —        | —    | —    | 27        | 4         |
| Deportivo La Coruña (mượn) | 2016–17             | La Liga             | 20       | 5        | 4            | 1            | —             | —             | —        | —        | —    | —    | 24        | 6         |
| Newcastle United           | 2017–18             | Premier League      | 30       | 4        | 1            | 0            | 1             | 0             | —        | —        | —    | —    | 32        | 4         |
| Newcastle United           | 2018–19             | Premier League      | 16       | 2        | 3            | 1            | 1             | 0             | —        | —        | —    | —    | 20        | 3         |
| Newcastle United           | Tổng cộng           | Tổng cộng           | 46       | 6        | 4            | 1            | 2             | 0             | —        | —        | —    | —    | 52        | 7         |
| Alavés                     | 2019–20             | La Liga             | 36       | 11       | 1            | 0            | —             | —             | —        | —        | —    | —    | 37        | 11        |
| Alavés                     | 2020–21             | La Liga             | 37       | 11       | 1            | 0            | —             | —             | —        | —        | —    | —    | 38        | 11        |
| Alavés                     | 2021–22             | La Liga             | 37       | 14       | 1            | 0            | —             | —             | —        | —        | —    | —    | 38        | 14        |
| Alavés                     | Tổng cộng           | Tổng cộng           | 110      | 36       | 3            | 0            | —             | —             | —        | —        | —    | —    | 113       | 36        |
| Espanyol                   | 2022–23             | La Liga             | 34       | 16       | 4            | 1            | —             | —             | —        | —        | —    | —    | 38        | 17        |
| Real Madrid (mượn)         | 2023–24             | La Liga             | 34       | 10       | 2            | 2            | —             | —             | 11       | 5        | 2    | 1    | 49        | 18        |
| Al-Gharafa                 | 2024–25             | Qatar Stars League  | 21       | 10       | 4            | 4            | 0             | 0             | 9        | 4        | 1    | 0    | 35        | 18        |
| Al-Gharafa                 | 2025–26             | Qatar Stars League  | 0        | 0        | 0            | 0            | 0             | 0             | 0        | 0        | 0    | 0    | 0         | 0         |
| Al-Gharafa                 | Tổng cộng           | Tổng cộng           | 21       | 10       | 4            | 4            | 0             | 0             | 9        | 4        | 1    | 0    | 35        | 18        |
| Tổng cộng sự nghiệp        | Tổng cộng sự nghiệp | Tổng cộng sự nghiệp | 481      | 150      | 32           | 16           | 5             | 0             | 27       | 10       | 9    | 8    | 554       | 184       |

1. ↑  Bao gồm Copa del Rey, DFB-Pokal, FA Cup, Emil of Qatar Cup
2. ↑  Bao gồm EFL Cup
3. 1 2  Số lần ra sân tại Segunda División B play-offs
4. ↑  Số lần ra sân tại UEFA Europa League
5. ↑  Số lần ra sân tại UEFA Champions League
6. ↑  Số lần ra sân tại Supercopa de España
7. ↑  Số lần ra sân tại AFC Champions League Elite
8. ↑  Ra sân tại Qatar Cup

### Quốc tế
Tính đến ngày 15 tháng 10 năm 2024
| Đội tuyển quốc gia | Năm       | Trận | Bàn |
| ------------------ | --------- | ---- | --- |
| Tây Ban Nha        |           |      |     |
| 2023               | 9         | 5    |     |
| 2024               | 8         | 1    |     |
| Tổng cộng          | Tổng cộng | 17   | 6   |

Tính đến ngày 15 tháng 10 năm 2024
Bàn thắng và kết quả của Tây Ban Nha được để trước.
| No. | Ngày                 | Địa điểm                                              | Trận | Đối thủ | Bàn thắng | Kết quả | Giải đấu                    |
| --- | -------------------- | ----------------------------------------------------- | ---- | ------- | --------- | ------- | --------------------------- |
| 1   | 25 tháng 3 năm 2023  | Sân vận động La Rosaleda, Málaga, Tây Ban Nha         | 1    | Na Uy   | 2–0       | 3–0     | Vòng loại UEFA Euro 2024    |
| 2   | 25 tháng 3 năm 2023  | Sân vận động La Rosaleda, Málaga, Tây Ban Nha         | 1    | Na Uy   | 3–0       | 3–0     | Vòng loại UEFA Euro 2024    |
| 3   | 15 tháng 6 năm 2023  | De Grolsch Veste, Enschede, Hà Lan                    | 3    | Ý       | 2–1       | 2–1     | UEFA Nations League 2022–23 |
| 4   | 25 tháng 3 năm 2023  | Sân vận động Nuevo Los Cármenes, Granada, Tây Ban Nha | 6    | Síp     | 3–0       | 6–0     | Vòng loại UEFA Euro 2024    |
| 5   | 16 tháng 11 năm 2023 | Sân vận động Alphamega, Limassol, Síp                 | 9    | Síp     | 3–0       | 3–1     | Vòng loại UEFA Euro 2024    |
| 6   | 8 tháng 9 năm 2024   | Sân vận động Genève, Geneva, Thụy Sĩ                  | 15   | Thụy Sĩ | 1–0       | 4–1     | UEFA Nations League 2024–25 |

## Danh hiệu
Real Madrid
- La Liga: 2023–24[17]
- Supercopa de España: 2023–24[18]
- UEFA Champions League: 2023–24[19]

Al-Gharafa
- Emir of Qatar Cup: 2025

Tây Ban Nha
- UEFA European Championship: 2024[20]
- UEFA Nations League: 2022–23[21]

Cá nhân
- Cúp Zarra: 2022–23[22]